# Федоренко, Кузьма Антонович
Кузьма Антонович Федоренко (13 ноября 1920 года — 31 июля 2017 года) — советский военный деятель, педагог и учёный в области оперативного искусства РВСН, доктор военных наук (1970), профессор (1977), генерал-лейтенант (1975). Лауреат Государственной премии СССР (1970).

## Биография
Родился  13 ноября 1920 года в селе Вороненцы, Полтавской области в Украинской ССР. 
С 1939 году призван в ряды РККА и направлен для обучения в Харьковское бронетанковое училище РККА. С 1941 по 1945 год участник Великой Отечественной войны: с 1941 года — командир танкового взвода 87-го танкового полка в составе 44-й танковой дивизии. С 1941 по 1942 год — командир танкового взвода, с 1942 по 1943 год — начальника штаба танкового батальона 14-й танковой бригады, участник Харьковской операции и Воронежско-Ворошиловградской операции. С 1943 по 1944 год — командир танковой роты и помощник начальника штаба 12-го отдельного тяжелого танкового полка прорыва, участник Львовско-Сандомирской операции. 
С 1944 по 1945 год обучался в Ленинградской высшей офицерской бронетанковой школе. С 1945 по 1946 год 
— заместитель начальника штаба 57-го гвардейского тяжелого танкового полка и  78-го танкового полка в составе 3-й гвардейской танковой армии. Воевал на Юго-Западном, Брянском, Воронежском и  1-м Украинском фронтов. С 1947 по 1952 год обучался в Военной ордена Ленина академии бронетанковых и механизированных войск Красной Армии имени И. В. Сталина. С 1952 по 1956 год — старший офицер и начальник оперативного отдела 5-й танковой армии. С 1956 по 1958 год — начальник штаба 29-й танковой дивизии в составе Белорусского военного округа.
С 1958 по 1960 год обучался в Военной академии Генерального штаба Вооружённых Сил СССР. С 1960 по 1963 год — дежурный генерал Центрального командного пункта 
РВСН СССР. С 1963 по 1974 год — заместитель начальника управления Главного штаба РВСН СССР. С 1974 по 1975 год — заместитель начальника Главного штаба РВСН СССР, занимался в разработке, освоении серийного производства и ввод в эксплуатацию автоматизированной системы боевого управления «Сигнал» для РВСН СССР, за это 5 ноября 1970 года Постановлением ЦК КПСС и СМ СССР К. А. Федоренко был удостоен Государственной  премии СССР. 
С 1975 по 1987 год на научно-исследовательской работе в Военной академии имени Ф. Э. Дзержинского на должностях заместителя начальника этой академии по учебной и научной работе. В 1967 году защитил диссертацию на соискание учёной степени кандидат военных наук, в 1970 году — доктор военных наук. В 1977 году ВАК СССР ему было присвоено учёное звание профессор. К. А. Федоренко являлся ведущим специалистом в области оперативного искусства ракетных войск стратегического назначения, под его руководством было подготовлено два доктора и семнадцать кандидатов наук, он являлся автором более девяносто научных работ. 
С 1987 года в запасе.
Умер 31 июля 2017 года, похоронен на Митинском кладбище г. Москвы.

## Высшие воинские звания
- Генерал-майор (27.04.1962)
- Генерал-лейтенант (25.04.1975)[5]

## Награды
- Орден Отечественной войны  I степени (1985) и II степени (1944)
- два ордена Трудового Красного Знамени (1975, 1981)
- три ордена Красной Звезды (1944, 1954, 1967)
- Медаль «За боевые заслуги» (1950)
- Медаль «За победу над Германией в Великой Отечественной войне 1941—1945 гг.»[2][6]
- Государственная премия СССР (1970 — за участие в разработке, освоении серийного производства и ввод в эксплуатацию автоматизированной системы боевого управления «Сигнал»)[2]